# Аллах

Приклад напису слова «Аллах» арабською мовою

Алла́х, також Алла́г, Алла́ (араб. ٱللَّٰه, МФА: [ɑɫˈɫɑːh] ⓘ англ. Allah, al-Lah, Hubal) — арабське слово на позначення Бога, яке в українській мові найчастіше позначає Бога в ісламі.
Значення цього слова трактується в залежності від традиції. Зазвичай, це слово в ісламі позначає поняття Бога взагалі, незалежно від релігії. Але в деяких випадках, як мусульмани, так і немусульмани, вживаючи це слово, мають на увазі саме той образ Всевишнього, який пропонує іслам. Найближчий переклад цього слова буде саме «Всевишній». Слово Аллах має спільне походження з староєврейським אלוהים (Елогім), яке в Священному Писанні слов'янськими мовами було перекладено як Бог. З мовного погляду Елогім означає «Божество, Боги в усій сукупності», однак як в юдейському, так і в християнському розумінні має значення «Бог» в однині. ים (ім) — це закінчення, яке в сучасному івриті утворює множину чоловічого роду, але в давнину утворювало слова для позначення сукупностей або якостей (подібно укр. -ство або -сть, тобто Елогім — Всевишнє, Всевишність, Величність, Найвища Сила).
Російський купець Афанасій Нікітін, в своїх записках XV ст. «Хождение за три моря», бувши православним підданим Великої Степової (Монгольської) імперії, постійно звертається до Всевишнього у вигляді «оло, оло абрь, оло акъ, олло керем, олло рагим», поєднує у своєму світогляді різні віровчення (що характерно для людей часів Монгольської імперії), подібно до багатьох сучасних християн з народів Сходу: "Праздники крестьянскые, ни Велика дни, ни Рожества Христова не ведаю, ни среды, ни пятница не знаю; а промежу есми вер таньгрыдан истремень ол сакласын: «Олло худо, олло акь, олло ты, олло акъберъ, олло рагымъ, олло керимъ, олло рагым елъло, олло карим елло, таньгресень, худосеньсень. Богъ един, тъй царь славы, творець небу и земли. А иду я на Русь, кетъмышьтыр имень, уручь тутътым. Месяць мартъ прошел, и яз заговълъ з бесермены в неделю, да говел есми мъсяць, мяса есми не елъ и ничего скоромнаго, никакие ествы бесерменские, а елъ есми по двожды на день хлебъ да воду, авратыйля ятмадым. Да молился есми Христу вседрьжителю, кто сотворил небо и землю, а иного есми не призывал никоторого именемъ, богъ олло, богъ керим, богъ рагимъ, богъ худо, богъ акьберь, богъ царь славы, олло варенно, олло рагим ельно сеньсень олло ты.»
Образ Бога у сучасному ісламі незначно відрізняється від його образу у християнстві. В ісламі Бог це перш за все старозавітний Бог, Всевишній, Господар і повелитель світів, по відношенню до якого люди мають проявляти покору (іслам), слухатися його повелінь і виконувати роботу, яку він їм дає — бути його рабами, тобто робітниками. Саме тому з точки зору ісламу важко сприйняти християнську ідею про те, щоб бачити Бога в усіх можливих його образах і за всіма можливими проявами матеріального світу, зокрема у вигляді св. Трійці. Образи Бога-Отця (духовного батька і вчителя), Бога-Слова чи Бога-Спаса, який проявляє себе в образі людини є невластиві сучасному ісламу.

## Аллах у Корані

Написання арабською мовою:
1. аліф 2. гамза 3. лам 4. лам 5. шадда 6. надрядковий аліф 7. га

Згідно з ісламським віровченням, Коран — пряма мова Аллаха, звернена до пророка Мухаммеда безпосередньо або через ангела Джабриїла. Аллах мусульман в принципі ідентичний Богу християн та юдеїв. Образ Аллаха є стрижнем усієї проповіді Корану; як у мекканський, так і в мединський періоди основні риси Аллаха незмінні, хоча акценти на різні риси в різні періоди різні. Одна з головних тем Корану — єдиність та внутрішня єдність Аллаха. Віра в нього протиставляється багатобожжю.
Він — один, єдиний, у нього немає і не може бути ніяких «товаришів», «не народив і не був народжений і не був йому рівним жоден». У Корані постійно говориться про те, що Аллах досконалий, могутній (аль-Азіз) і величний (аль-Джаліль). Йому підпорядковано все в світі, ніщо не відбувається без його згоди та без його відома. Він опікується своїми творіннями, милостивий (ар-Рахман) по відношенню до людей, милосердний (ар-Рахім) і всепрощальний (аль-Афув). Люди повинні усвідомлювати могутність і велич Аллаха, підпорядковувати себе йому, бути покірними (іслам), богобоязливими (таква), благочестивими. Вони повинні вірити Аллаху і завжди покладатися на його волю і милість.
Аллах у Корані виступає як єдиний творець, який створив все суще, включаючи людину, і те, чим він живе (журнал). Він творить речі своїм наказом (словом «Будь»). Аллах для людей — єдиний справжній цар (малік) і суддя (хакама), воздающий людям за їхні добрі і гріховні вчинки. Один з улюблених коранічних сюжетів — покарання народів і селищ, жителі яких не захотіли слухати його посланців і здійснювали безліч гріхів. Час від часу Аллах посилає до людей своїх пророків (набі) і посланників (расуль), які покликані нести людям звістку про Аллаха. Останнім таким проголошений посланником Мухаммад посланий до всього людства.
У належний для себе час Аллах знищить всі небеса і землю, воскресить мертвих (бас бад аль-маут) і збере (хашр) їх до себе на Страшний суд (киямат). Кожній людині буде віддано за його діяння або блаженством в раю (джаннат), або невірним в пекло (джаханом). Образ суду і покарань невірних (кафір) становить значну частину перших проповідей пророка Мухаммада.
Аллах проявляє себе людям у своїх творіннях. Все творіння Аллаха, це — його знамення людям. Одним із чудес (муджизат) Аллаха є Коран.

## Імена Аллаха
В ісламській традиції існує поняття атрибутивних імен Аллаха. Всі ці імена виражають якості Аллаха, якими він виражає свою присутність у створеному світі. Тобто, незважаючи на множинність імен Аллаха, всі вони належать тільки йому. Їх не можна уподібнювати якостям творінь. Відомий такий хадіс пророка Мухаммада: «У Аллаха дев'яносто дев'ять імен, сто без одного. Той, хто стане перераховувати їх — увійде в Рай». Наприклад, іменами Аллаха є згадані в Корані Ар-Рабб (Господь), Ар-Рахман (Милостивий), Ар-Рахім (Милосердний), Аль-Хайй (Живий), Аль-Ахад (Єдиний) тощо. Однак кількість імен Аллаха не обмежується дев'яносто дев'ятьма, тому що в Аллаха є імена, які не згадані в Корані і Сунні.

## Богословські проблеми
У ряді аятів Корану Аллах описується надто конкретно або суперечливо. Це викликало суперечки серед різних мусульманських течій, а також використовувалося немусульманами в антиісламської полеміці. Однак, мусульманські богослови єдині в тому, що це лише здається, що ці аяти містять суперечності, а насправді вони взаємодоповнюють один одного.
У Корані багаторазово йдеться про те, що всі справи людини створені Аллахом, що все в світі відбувається лише з його відома (див. кадар). Одночасно всіляко підкреслюється, що людина відповідальна за свої вчинки, за які він отримає нагороду. Контрастність цих суджень про відносини Бога і людини стала приводом для суперечок у середовищі ісламських богословів. Аналогічна ситуація сталася з аятами-муташабихат, в яких йдеться про Аллаха метафорично як про істоту, що має частини тіла, як у людини (рука, обличчя, очі), і здійснює людські дії (сидить на Троні, приходить тощо).
Вчення про Аллаха — основа ісламської релігії і богослов'я, а догмат про одиничність і єдність Аллаха (таухида) — головний догмат ісламу.
Різні аспекти природи Аллаха обговорювалися і роз'яснювалися в хадісах, тлумачення Корану (тафсирах), у спеціальних богословських творах (акида). Дві головні проблеми:
- сутність природи Аллаха (вуджуд Аллах, ат-таухида);
- природа діянь Аллаха (аф'аль та'ала аль-'адль).

Протягом VIII—XII століть головні дискусії викликала проблема якостей (атрибутів) Аллаха та їх співвідношення з його сутністю. Традиціоналісти вимагали приймати в Корані згадки про якості Аллаха без міркувань — бі-ля кайфу (див. хашавити, ташбих). Інші течії заперечували існування Аллаха якостей або тлумачили їх символічно (див. джахмити, мутазаліти). З IX—X століть поширилися уявлення про реальне існування в Аллаха властивостей, нерозривно пов'язаних з його божественною сутністю (див. калам, ашарити, матуридіти). Предметом розбіжностей богословів було реальний зміст таких якостей Аллаха, як «видимість» (споглядання його людьми в День суду і праведниками в раю) і «мова». Один з важливих богословських суперечок VIII—X століть — питання про сотворенности або несотворенности «мови Аллаха». У богословському середовищі також обговорювалася можливість тлумачення (або відмови від тлумачення) «антропоморфних виразів» у Корані.
Ісламське богослов'я, по суті, зародилося наприкінці VII—VIII століть з обговорення питання поєднання принципу справедливого покарання людей за їх вчинки з всемогутністю Аллаха і творінням їм всіх людських вчинків (див. кадарити, джабрити, мурджиїти). Виходячи з текстів Корану і хадисів, традиціоналісти відмовлялися від остаточного вирішення проблеми. Мутазиліти та інші богословські школи допускали здатність людини творити свої вчинки. У X—XII століттях склалося кілька концепцій, примирних кінцеву залежність вчинків людини від божественної волі з діями людини по здійсненню цього вчинку через «вибір», «придбання», «здатність до його скоєння» і так далі (іхтияр, касб, іститаа).
Проблеми зв'язку між людьми і Аллахом знайшли розвиток у шиїтських поглядах на імамат. Суфії розглядали проблему природи Аллаха як проблему шляхи його пізнання, осягнення його сутності не розумом, а за допомогою любові (махабба), сподівання у всьому на Аллаха (таваккуль) і аскетизм (зухд). Суфійська концепція вахдат аш-шухуд передбачає сходження Аллаха в серці містика, а вахдат аль-вуджуд — розчинення людини до божественної сутності.
Мусульманські філософи приділяли головну увагу пізнання Аллаха з допомогою розуму і раціональним доказам необхідності його існування. Для філософів Аллах — вища і необхідне досконалість, вищий Розум і найвища Любов, яка творить світ, втілюючись в ньому через ієрархію еманації (див. фалсафа)

## Єдинобожжя
Для позначення догмата про одиничність і єдність Аллаха мусульмани використовують термін таухида. Таухида є одним із основних, фундаментальних догматів ісламу, яке означає насамперед заперечення політеїзму (ширк), що виражається у формулі «немає ніякого божества, крім Аллаха». Слово таухида походить від дієслова «ваххада», що означає «робити що-небудь єдиним», «вважати що-небудь єдиним». На рівні спекулятивної теології проблема таухида вирішувалася в плані пояснення співвідношення сутності (зат) Аллаха і Його атрибути (сифат), Творця і Його творінь.

## Поняття
Таухида означає визнання того, що Аллах є єдиним Творцем — Господом всього сущого. Він володіє прекрасними іменами і досконалими якостями. Найбільш повно і ясно розкривають сутність доктрини єдинобожжя мекканський сури Корану, зокрема сура «аль-Іхлас».
Основним принципом таухида є ствердження того, що існує тільки один Бог-Творець, що створив все суще буття. Він вічний і керує всіма процесами у всесвіті. Всі потребу в Ньому, а Він не потребує ні в чому і ні в кому. Доктрина таухида відкидає християнську Трійцю і твердження про те, що нібито у Бога можуть бути сини чи дочки. Таухида відкидає і затвердження юдеїв про те, що Творець благоволить тільки одному обраному народу.
Медальйон, що показує ім'я «Аллах» в Айя-Софії, Стамбул
Важливою частиною доктрини таухида є необхідність поклоніння лише Аллаху. Актами служіння є не тільки конкретні релігійні обряди, але і все життя, всі вчинки людини. Люди повинні в точності виконувати всі веління Аллаха і здійснювати тільки дозволене і утримуватися від вчинення забороненого Їм.
Аллаху притаманні атрибути, які не є чимось відмінним від Його сутності. Він має різні імена (ісма аль-хусна), що мають атрибутивний характер. В обов'язки мусульманина входить віра в імена і якості Аллаха, згадані в Корані і достовірних хадісах. Ці імена і якості необхідно розуміти так, як вони описані в священних текстах (насс), не уподібнюючи (ташбих) їх іменами і якостям творінь і не відмовляючись від їх справжнього значення.
Аллах, що володіє абсолютною силою, владою і могутністю, може створювати різні форми живої і неживої природи і знищувати їх. Все, що відбувається в цьому світі, має глибокий сенс, і все побудовано за первинним планом Творця. Йому також належать законодавчі функції. Аллах присутній у створеному Ним світі і керує усіма процесами, завдяки чому Його твори мають здатність до життєдіяльності і забезпечуються необхідними для цього засобами (журнал).
Аллах милостивий і справедливий до Своїх творінь. Він не бажає зла для Своїх творінь. Ті, хто чинить несправедливо, будуть тримати відповідь перед Аллахом в день Страшного суду і понесуть справедливе покарання.

## Розуміння таухида в різних течіях
Принципи доктрини єдинобожжя були детально вивчені і систематизовані мусульманськими богословами.
Мутазалитська теологія включала в поняття таухида заперечення відмінних від сутності Аллаха і вічних його атрибутів.
Ашариты і сифатиты тлумачили таухида як визнання єдиності Аллаха щодо його сутності (вахід фі затихи ля кульки лаху), його вічних атрибутів (вахід фі сифатихи аль-азалія ля назіра лаху) і його дій (вахід фі аф'алихи ля кульки лаху).
Ханбаліти, зокрема Ібн Таймія, включали в поняття таухида визнання тільки за Аллахом божественної природи (таухида аль-улюхия); визнання його єдиним Творцем і путівником (таухида ар-рубубия); і повну самовіддачу людини Аллаху (таухида аль-'убудия).
Розуміння таухида в суфізмі зводилося до заперечення багатобожжя і вважалося надбанням рядових віруючих (таухида аль-'амма). Суфії виділяли три головні форми таухида:
- розчинення людської волі до божественної (таухида иради);
- самознищення (фана') людини в його бутті (таухида шухуди);
- усвідомлення того, що немає нічого сущого, крім Аллаха (таухида вуджуди).

Остання форма таухида була властива вченням Ібн Арабі, яке пізніше стали кваліфікувати як вчення про єдність буття (вахдат аль-вуджуд).

## Сутність та атрибути Аллаха
Для позначення «божественних атрибутів» мусульмани використовують термін сифат. Вперше цей термін був введений мутазилитами. На перших етапах розвитку калама еквівалентом сифата виступав термін маани («значення», «смисли», «ідеї»). Деякі мутакалими (Абу Шахим аль-Джуббаи, аль-Бакиллани, аль-Джувайни і Фахруддін ар-Рази) замість терміна сифат використовували термін ахваль («стану», модуси), через що їх називали «прихильниками концепції станів» (асхаб аль-ахваль).
Визнання наявності у Аллаха позитивних атрибутів отримало найменування «ісбат» (затвердження), а його послідовники називалися «сифатитами»; заперечення ж цього іменувалося «татилем» («позбавлення» атрибутів Аллаха), а його прихильники — «муаттиля». До муаттиля відносили фаласифа (Ібн Сіну і його послідовників), які приписували Аллаху тільки співвідносні атрибути (сифат " аль-идафа), такі, як «першопричина», та атрибути негативні (сифат ас-сальб), такі, як «споконвічний». Як татиль (позбавлення) кваліфікувалася також точка зору мутазилітів, які не визнавалися в реальності сифатів як характеристик («знання», «могутність» і т. ін.).
Згідно з найбільш поширеною класифікацією, сифати ділилися на сутнісні атрибути (сифат аз-затзатийа, наприклад «самодостатній») та атрибути дії (сифат аль-філь, наприклад «живить»). Зустрічається також розподіл атрибутів на сутнісні (затия, нафсия), описові (васфия, манавия, хабария, наприклад «знання», «життя»,) та атрибути дії (філія).
Суфії надавали сифати краси (сифат аль-джамаль, наприклад «знаючий»), атрибути величі (сифат аль-джалаль, наприклад «великий», «могутній») та атрибути досконалості (сифат аль-камаль, наприклад, «творець», «самодостатній»). Крім цього суфії говорили про божественних іменах (аль-асма аль-иляхия), застосовних до самого Аллаха, його атрибутами і дій і, відповідно, ділилися на сутнісні (затия, наприклад Аллах), атрибутивні (сифатия, наприклад «знаючий») і позначають дії (афалія, наприклад «творець»).
Ашарити вважали сифати і не тотожними самому Аллахові, його сутності (зат), і не відмінними від нього. Асхаб аль-ахваль характеризували модуси Аллаха як щось і несе, і не несе. В спекулятивному суфізмі (Ібн Арабі та ін) імена Аллаха розглядалися як аспекти божества, що розрізняються не самі по собі, а в залежності від нашої установки (бі-ль-итибар). Суфії і матуридити говорили про одвічність сифатів всіх розрядів, а ашарити визнавали одвічність лише сутнісних атрибутів.